# 精靈幻想記
《精靈幻想記》是北山結莉所作的日本輕小說作品，插圖由Riv繪畫，本為投稿網站《成為小說家吧》連載的網絡小說，最初的小說標題為《在這個世界與你相遇》，後來在2015年經由HJ文庫（Hobby Japan）出版書籍，中文版由東立出版社發行。書籍版自第三冊以後大幅改寫，已是與Web版不同的內容。日文書籍版第12冊、第14冊、第17冊與22冊的特裝版分別搭售廣播劇CD，2023年8月1日第五彈廣播劇CD特裝版決定發售。2025年8月，因Riv身體不適的緣故，HJ文庫宣布本作插圖自小說27冊起改由動畫版人物設計的油布京子負責。
漫畫版本來由漫畫家tenkla負責在HJ文庫自家營運的COMIC FIRE上進行連載，但因tenkla身體出現問題而無限期停刊，現改由重新開啟漫畫版的連載。2020年11月27日，宣布電視動畫化。截至2024年2月，系列累積發行量已突破270萬卷。

## 故事簡介
住在貝爾托姆王國貧民窟的7歲少年利歐，某一天突然覺醒前世作為日本的學生「天川春人」的記憶和強大的魔力，因覺醒而導致記憶混亂時，偶然遭遇公主綁架事件，在拯救第二公主後讓他獲得高度評價，以此功績獲准入學王家學院。

## 登場角色
本作有分為WEB版和小說版，當中的故事發展有所差異，以下以小說版為準。配音部份如沒注明，廣播劇CD和動畫版的聲優是共通的。

### 主要人物
利歐／天川春人（聲：松岡禎丞、諏訪彩花（少年時期））
生日4月6日，身高181cm，在7歲時因為母親(天川柚希，離婚後，跟千堂貴久的父親結婚)出軌被發現而引至父母離婚，跟隨父親搬家，導致兩人分離，在離去前和美春約定好會回來及結婚。回到原居地就讀高中以尋找美春，剛巧和美春就讀同一高中，但在入學當天看見了她身旁的異性（千堂貴久）而卻步，隔天美春就失蹤了。之後春人一直尋找美春，但直到意外死亡時都沒有再見到美春。在20歲時（美春失蹤後第四年），因為乘坐巴士出交通意外而身亡。
死後轉世到另一個世界，成了利歐。生日1月26日，16歲，183cm，在父親失蹤後，與母親相依為命，在她遭人殺害後決定要為母復仇，之後在貧民窟長大，直到7歲時才覺醒了前世的記憶。並在記憶混亂的時候救了遭綁架的芙蘿菈，在監視與王族的獎賞下獲准入學王家學院，不過在就讀期間因為貧民出身之故而遭到其他貴族出身的學生們歧視。在野外演習當中，所屬小隊被魔物襲擊，公爵家的同學受驚而撞倒芙蘿菈令其墜崖，利歐跳下去芙蘿菈救回崖上，但自身卻掉下去。回到崖上發現被公爵家的同學誣告他引致芙蘿菈墜崖，認定自身沒有足夠權力去證明自身清白，所以借此失蹤離開國家，並出發前往八雲地區尋找父母的國家。在離開前特地和瑟莉亞道別，並坦承以後會以「春人」自稱跟她聯絡，及後在修托萊地區的公開場合下，也以「春人」自稱。
在離國途中遇到因攸格諾公爵指示而來暗殺的萊娣法，擊退後並解除其身上的奴隸之環。及後帶萊娣法到精靈村落，得知自己體內寄宿了和自己契約的高等精靈（艾西雅），並受到精靈之民的信任。在精靈村落中，和萊娣法、莎拉、歐妃雅、愛爾瑪一同生活了一段時間，並習得精靈術的使用方式。
在八雲地區和堂姐琉璃及奶奶湯波一同生活，但因為小夜和琉璃差點被強姦的事件當中，知道到自己一直無意識地想殺掉路西烏斯為母親報仇，即使這件事和天川春人的價值觀有所違背。在14歲時得知到自己的身世，和身為卡拉斯基王國王室的祖父母，炎、雫見面。在告知炎、雫想對路西烏斯報仇的心意後，由八雲地區返回修托萊地區。因為過去的問題，在修托萊地區除了使用「春人」自稱以外，也使用魔道具由黑髮變成灰髮。
利歐回歸修托萊地區途中，因為艾西雅的提醒，解救了因為受勇者召喚波及、而身陷異界危機的美春、亞紀和雅人，並在她們面前報出「春人」這個名字。然後得知道美春、雅人、亞記在入學當日，因為千堂貴久的勇者召喚所波及而來到異界。
艾西雅（聲：桑原由氣）
寄宿在利歐身上的人型高等精靈，和利歐共有記憶（包括天川春人）。戰鬥力和利歐不相上下，可以靈體化。
一直都在利歐身體內沉睡，在利歐救了美春的第二天突然出現（動畫中為利歐從八雲地區回到精靈之民村落的第二天突然出現）。
並不知自己的名字，將命名權交給利歐。利歐受同席的美春所影響，以精靈之民村落的古語「艾西雅」幫她命名，意思為「溫暖的春」「美麗的春」。
瑟莉亞·庫列爾（聲：藤田茜）
12月24日生日，21歲，147cm。 利歐學院時代的恩師，貝爾托姆王國的伯爵大小姐。12歲已經畢業並成為講師的天才，有因為研究而看不見周圍的表現。
在芙蘿菈遭綁架的事件中，和利歐相遇。利歐在學院的5年當中，為利歐唯一的友人。在野外演習事件後，聽到學園長和教師的對話，知道學校為了王國的政治發展而將一切問題推在利歐身上。利歐在學園取回行裝時，特地來和瑟莉亞道別，並坦承以後會以「春人」自稱。
在學院時代已經對利歐抱有好感。在利歐回歸貝爾托姆王國時，庫列爾家因為不敵奧波公爵的權勢，瑟莉亞被迫進行政治聯姻。本人認為這是貴族的義務，並借此忘記利歐，可是利歐卻在婚禮前一天出現並重聚，但瑟莉亞當時拒絕了利歐。
婚禮當日利歐再次現身，被利歐指出自己的迷茫，被利歐說服並要求利歐綁架自己離開。之後和利歐一同行動。
綾瀨美春（聲：原田彩楓）
生日4月17日。家務萬能、心底善良的美少女。年齡是16歲。高一那年因為春人的失踪加上與之分離之久，逐漸變得心事重重。舉止溫柔，淑女的氣質，事實上不習慣與異性接觸，畏縮不前的性格。
在高中入學當日，因為貴久和沙月受到勇者召喚，而和亞紀、雅人一同被波及的異世界轉移者。及後和利歐一同行動，在異世界受到自稱「春人」的利歐所照顧，煩惱著利歐和春人的關係，和艾西雅關係甚好。後來從利歐說出得知他是天川春人的轉世。

### 貝爾托姆王國
克莉絲汀娜·貝爾托姆（聲：鈴代紗弓）
貝爾托姆王國的第一公主。性格強悍、聰明伶俐、才華洋溢，做任何事都難不倒她，但也因此培養出過強的自尊心和菁英意識，以及好勝心態。非常愛護妹妹芙蘿菈。明白自己的身份和立場，因此在學院時代避免和利歐接觸。
芙蘿菈·貝爾托姆（聲：本渡楓）
貝爾托姆王國的第二公主。性格怯弱，因此養成了不敢違背他人意見的習憒。擅長治癒魔法。由於多次在生命受到威脅時被利歐拯救，因此對利歐有的超出恩人的感情。
在學院中對利歐被歧視的問題雖看得不順眼，卻只因怯弱和姐姐的忠告下而無法出聲。在野外演習中被史提亞德不小心推落懸崖，被利歐救回。在面對牛頭巨人時再次被利歐所救，知道父親為了保住攸格諾家的地位而將錯誤推到利歐身上。
菲利浦·貝爾托姆（聲：八代拓）
貝爾托姆王國的國王，通稱菲利浦三世。屬於穩健派，和主張擴充軍備的進攻派奧波公爵對立，並不想和其他國家開戰。
由於攸格諾公爵派具有極大影響力，如果因為芙蘿菈墜崖事件而被追究，其權力和國家的外交方針會倒向奧波公爵派。為了事件能圓滿收場，和學院長一同將芙蘿菈墜崖事件的責任推到利歐身上。
及後因為奧波公爵派復權而成為實際的傀儡政權。
杰斯塔布·攸格諾（聲：荻野晴朗）
攸格諾公爵家的當主。和國王一樣屬於穩健派，和主張擴充軍備的進攻派奧波公爵對立。
在利歐離國時命令萊娣法暗殺利歐，結果暗殺失敗，還被利歐解除奴隸關係。
之後被奧波公爵派以肅清活動的名義，趕出貝爾托姆王國，來到卡爾亞克王國，成立貝爾托姆王國特別政府『雷斯托拉希翁』，並且獲得佛蘭索國王承認。
後來得知芙蘿菈墜崖真相以及史提亞德欺騙自己後主動與史提亞德斷絕關係。
史提亞德·攸格諾（聲：土岐隼一）
攸格諾公爵家的長男，被列斯所設計，在野外演習中提供錯誤的路線給指揮的亞爾馮士，將包括利歐的同組組員帶到懸崖。因為被魔物襲擊受傷而無法冷靜，撞倒芙蘿菈引致其墜崖。在殺掉魔物後利用家中的權勢，將自身的錯誤推到掉崖而不在場的利歐身上。後來因陷害利歐一事敗露而被父親斷絕關係。
亞爾馮士·羅登（聲：井上雄貴）
羅登侯爵家的次男，在野外演習中為指揮官。因為羅登家權勢上不及攸格諾家，在指揮時過度信任史提亞德提供的森林資料，將包括利歐的同組組員帶到懸崖。
第7卷，在阿曼多跟史提亞德一同招惹利歐一行（沒認出春人等同於利歐）而反被利歐收拾並被杰斯塔布數落，被迫謝罪但仍不悔改。隨後被派遣入阿曼多的偵查騎士部隊，在偵查行動中被路西烏斯和列斯所滅團，騎士部隊以及自己也被列斯改造成了魔物。最後被艾西雅所斬殺。
查爾斯·奧波（聲：田丸篤志）
公爵家的長男（在Web版是次男），原本的近衛騎士團團長，現任副團長。
在芙蘿菈誘拐事件，強行拷問救出芙蘿菈的利歐而失去團長職位。在利歐學院時代的模擬戰當中完敗給利歐。
利歐離國後因為奧波公爵派的權力復興，強迫瑟莉亞成為他的妻子，結果被利歐所截胡而徹底告吹。
实际暗地里跟列斯有所勾结。
泰納西娜·奧波（聲：清水彩香）
查爾斯·奧波的正妻兼六個妻子的領袖，態度非常高飛車及傲慢。
蘿艾娜·馮特奴（聲：金子彩花）
馮特奴公爵家的女兒，是利歐在王立學園的同級生。對身分比自己低的人常會擺出高高在上的態度，但那只是做為大貴族的認知，本人其實沒有惡意。
對勇者坂田弘明是全力支持，為了跟隨弘明而離開了貝爾托姆王國並去往雷斯托拉希翁。後來，她與弘明訂婚來成為他的第二夫人。
艾佛列德·埃麥爾（聲：浜田賢二）
被稱為「王之劍」的貝爾托姆王國最強騎士，近衛騎士團團長。
在瑟莉亞婚禮會場中和利歐交手。
能夠輕鬆打敗瑟莉亞及保留精靈術而受限的歐妃雅，被利歐評價為強敵。
坂田弘明（聲：吉野裕行）
芙蘿菈保管的聖石所召喚的勇者，年齡19歲。性格表里不一，個性自大且狂妄，想要比別人更有優勢但經常起反效果，不太擅長應付與自己對等關系的人。自我表現欲極強，容易被人奉承而得意忘形，喜歡炫耀。另一方面，他對策略一竅不通，容易被杰斯塔布·攸格諾和蘿艾娜給引導思想，甚至沒有意識到自己被捧昏頭。此外，他對那些不追捧自己的美男子或有錢人表現出明顯的厭惡，毫不掩飾。因此，六花商會以及皇沙月等機敏的女性對他的評價極低。後來隨著劇情發展內心有所成熟
原本是19歲普通的大學落榜生。他沉醉於勇者這個特殊地位，基本上沒有考慮過回到原來的世界。
有典型的宅男氣質，例如將神裝命名為「八岐大蛇」，並對身為公主騎士的希爾維抱有不切實際的幻想。雖然神裝的力量極為強大，但他本人的實力卻很低，甚至被列斯一擊打暈。對立下許多功績並有美人相伴的利歐心生嫉妒，並向他提出決鬥。雖然使用了神裝的能力，但仍慘敗，甚至因無法控制能力而差點造成更大的破壞，最終被克莉絲汀娜訓斥並受到一段時間的禁足處分。
他原本與芙蘿菈和蘿艾娜有婚約，但在克莉絲汀娜和芙蘿菈被綁架後，芙蘿菈生死未卜期間，他被要求與卡爾亞克王國的蘿莎莉公主結婚，並以與莉賽蘿黛的婚約作為交換條件，但被莉賽蘿黛斷然拒絕。後來，他看到利歐等人成功救出兩人並歸來，對芙蘿菈的感情逐漸冷卻，決定與蘿莎莉訂婚，蘿莎莉成為第一夫人，而蘿艾娜後來成為第二夫人。
對利歐不斷立功並受到讚揚的狀況感到不滿，心情持續煩躁，但遇到了同鄉且興趣相投的齊木怜和喜歡捉弄人的村雲浩太，並利用勇者的權力任命他們為輔佐官，一起創作小說等交流活動，使他的情緒逐漸穩定下來。
姂臬莎·埃麥爾（聲：河瀨茉希）
重倉瑠衣
羅蘭·庫列爾（聲：中島卓也）
瑟莉亞的父親。

### 精靈之民村落
萊娣法／遠藤涼音（聲：楠木灯）
原本是在攸格諾公爵下接受暗殺者教育的女獸人奴隸（幼女）。被攸格諾公爵為了滅口而指派去暗殺利歐，在暗殺失敗後被利歐所解放，把奴隸之環給去除，之後和利歐一同到達精靈村落，並和自己的同族們一同生活。現在正努力成為利歐的好妹妹而努力。
前世為小學生「遠藤涼音」，曾經受過春人的幫助，所以常和春人乘坐同一輛巴士，因為巴士出交通意外而身亡。
莎拉（聲：新田日和）
銀狼獸人少女。擅長高速戰鬥，契約精靈為數米長的銀狼。
利歐在精靈村落時，和萊娣法、歐妃雅、愛爾瑪一同居住。
歐妃雅（聲：首藤志奈）
高等樹精少女。擅長使用精靈術，契約精靈為像鷹一樣的精靈。
利歐在精靈村落時，和萊娣法、莎拉、愛爾瑪一同居住。
愛爾瑪（聲：西明日香）
上古矮人少女，多米尼克的曾孫。因為種族關係，使用怪力戰鬥。
利歐在精靈村落時，和萊娣法、莎拉、歐妃雅一同居住。
烏茲瑪（聲：大地葉）
精靈村的戰士長。
在利歐到達精靈村落附近的結界時，誤以為利歐綁架了萊娣法而攻擊了利歐。
朵莉艾斯（聲：小坂井祐莉繪）
精靈村落中的人型精靈。
雅絲拉（聲：甲斐田裕子）
精靈村落中的長老之一。萊娣法的祖母。
多米尼克（聲：中博史）
精靈村落中的長老之一。擁有4位妻子，一直向利歐推廣一夫多妻制。
希爾多拉（聲：一條和矢）
精靈村落中的長老之一。

### 卡拉斯基王國
卡拉斯基·菖蒲（聲：大地葉）
利歐的母親。利歐5歲的時候，在利歐的面前被路西烏斯殺害。
卡拉斯基王國的王女，曾經偷偷地前往八雲地區(玄/泉)的村莊。在敵國的陰謀下，為了回避婚約，而交由(玄/泉)帶逃離此地。
玄/泉
利歐的父親，湯波的次子，懂得使用精靈術。在當冒險者時死亡，及後在利歐和路西烏斯對峙時，得知(玄/泉)也是路西烏斯殺的。
原本為菖蒲的護衛，在卡拉斯基王國跟敵國談和時，敵國王子的隨從想企圖綁架菖蒲而逮捕了對方，但對方卻自我了斷。因而被敵國要求處刑(玄/泉)、
及菖蒲和王子聯婚，否則再度發動戰爭。結果被炎命令帶菖蒲逃離八雲地區。
湯波/弓庭（聲：大原沙耶香）
利歐的祖母，(玄/泉)所居住村內的村長。懂得使用精靈術，教導琉璃和紗夜使用。
將利歐父母的秘密收在心底。默默地等待機會，通知豪喜利歐的到來。
琉璃（聲：小見川千明）
利歐的堂姐，2月27日生日，157cm，17歲。和村長湯波一同居住。起初並不知道自己和利歐的關係。
小夜/紗夜（聲：久保百合花）
小夜為東立代理小說譯名，紗夜為動畫bilibili的譯名。
(玄/泉)所居住村內的村民。和琉璃一起跟湯波學習精靈術。喜歡利歐，在利歐決定回修托萊地區時告白被拒絕。
被暗處察看到的豪喜告知不能放棄，在利歐離開後跟隨豪喜一同離開村莊。
2年後在精靈村落再次和利歐相遇，驚訝地發現利歐周圍有很多女性。因為利歐身為王族而卻步，卻受到美春的建議。
信（聲：增田俊樹）
(玄/泉)所居住村內的村民，小夜的哥哥。一直受竇拉指導如何打獵。
當初因為利歐並非村民而看他不順眼，在利歐救了紗夜以後就開始認同利歐。
在利歐離開後，和小夜一同跟隨豪喜離開村莊。
嵯峨小桃（聲：福緒唯）
豪喜的女兒，在街中差點被誘拐時受到利歐的幫助，因此而仰慕利歐。在利歐離開村子之前，在湯波家和利歐、琉璃同住了一段時間。
嵯峨豪喜（聲：大泊貴揮）
嵯峨家當主，原本為菖蒲的護衛，(玄/泉)的好友。有「鬼神」之稱的王國最強的武士，也是精靈術使用者。
在利歐由八雲地區返回修托萊地區前，要求成為家臣一齊同行卻被拒絕。在利歐出發後和家臣一同追趕利歐，2年後在精靈村落再次和利歐相遇。
嵯峨颯（聲：小林千晃）
豪喜的兒子，對琉璃抱有好感。
嵯峨加代子（聲：山本希望）
豪喜的妻子，原本為菖蒲的護衛。
卡拉斯基·炎（聲：手塚弘道）
菖蒲的父親，利歐的外祖父。卡拉斯基王國的現任國王。
敵國談和的事件，在群眾的壓力下，無法主動撕毀休戰合約，私下要求(玄/泉)將菖蒲逃離八雲地區。
卡拉斯基·雫（聲：大地葉）
菖蒲的母親，利歐的外祖母。卡拉斯基王國的現任王妃。
竇拉（聲：白井悠介）
(玄/泉)所居住村內的村民，梅的丈夫，村內的獵人，指導信打獵。
梅
(玄/泉)所居住村內的村民，竇拉的妻子。
權（聲：中島卓也）
(玄/泉)所居住村莊、附近村子的村長兒子。
在試圖強姦琉璃和紗夜時，被利歐及時發現，利歐因為想起母親的死亡而失控地毆打他，之後被賣為奴隸。

### 卡爾亞克王國
莉賽蘿黛·庫雷提雅/源立夏（聲：東山奈央）
生日12月11日，158cm,15歲。庫雷提雅公爵的女兒，卡爾亞克王國西部位置之交易都市阿曼多當中最大的商會，六花商會的會長。
前世為高校生「源立夏」，曾經和春人有過一次對話，就讀春人大學的的附屬高中。跟春人乘坐同一輛巴士，因為巴士出交通意外而身亡。
在六花商會利用前世的知識開發商品，並在販賣時刻意使用和日本相同的名稱，以尋找跟自己一樣的轉生者。
在前世並沒有談過戀愛。因為六花商會的功績，向父親及國王要求並得到准許，可以自由決定自己的婚事。
艾莉雅·伽佛努斯（聲：高垣彩陽）
初次登場時17歲，現21歲。莉賽蘿黛的部下，瑟莉亞的友人，六花商會的侍女長，擔任莉賽蘿黛的護衛工作。擅長使用劍，近戰能力突出，劍術水平與王之劍相當。
皇 沙月（聲：戶松遙）
卡爾亞克王國中被招喚的勇者，比美春等人大1歲。
召喚前是春人和美春所屬高中的學生會成員，也是皇集團老闆的女兒。中學時代跟美春和貴久同屬學生會成員，也因為這樣而認識雅人和亞紀。
在利歐的計劃下，成功跟美春、雅人和亞紀重逢。
對因不斷逃避美春以及對前世天川春人關聯各種迴避的利歐非常不滿，而對利歐發起決鬥，雖然被輕易擊敗，但順利向利歐表達想要說的內容。是讓利歐決定正視美春的心意的關鍵角色。
柯賽多（聲：飯田友子）
格蕾絲（聲：首藤志奈）
克蘿伊（聲：小路裕夕）
佛蘭索·卡爾亞克（聲：高橋伸也）
卡爾亞克王國國王。
夏洛特·卡爾亞克（聲：上坂堇）
卡爾亞克王國王女。

### 善托斯特拉王國
莉莉安娜·爾亞克
善托斯特拉王國的第一公主。年齡16歲。氣質高貴，言談大方隨和。也有著作為王族處於隨時算計的一面。
曾經竭盡全力幫助著作為召喚勇者的貴久並照顧其千堂一家，能把因嫉妒利歐而打算欲暴揍他的貴久給反過來使他被脅迫而妥協。後來隨著貴久的死不悔改甚至叛變而劃清界限，改為全力支持成為新一任土之勇者的雅人，有點年下系控的傾向。
千堂貴久（聲：大野智敬）
亞紀的繼兄，雅人的親哥，年齡是16歲。對美春一見鍾情。討厭美春身邊有自己以外的男人接近。轉移到異世界與美春等人分散之後，強烈地體會到了這點。不過平常是好青年。與美春再次相見時候任由感情驅動想要擁抱美春，但被美春拒絕。此後，知道美春想留下與利歐一起時感到焦躁。處於好奇心偷讀了利歐給美春等人的信。結果知道利歐和美春其實是相思相愛，對利歐的感情變得接近怨恨。欺騙利歐和美春們後，打算強行帶走美春，後利歐救下美春，最後由亞紀跟著貴久回去，但內心仍不悔改，依然敵視利歐。
利歐存在因弒神被抹消後，仍不死心想打美春主意。
雖然表面上為自己的作為感到後悔，但最終還是被沙月和雅人看穿其根本毫無悔意，結果被拆穿後氣急敗壞之下口出惡言，遭到美春掌摑，在場的全員表示從此與他劃清界線而陷入絕望。後來因為捲入了茱莉亞的事件而與普羅奇夏帝國的內線尼克交易，叛逃到普羅奇夏帝國並投靠到列斯那邊。
千堂亞紀（聲：高野麻里佳）
春人的同母異父妹妹，雅人的繼姊、貴久的繼妹。國中生。
因為貴久和沙月受到勇者召喚，而和美春、雅人一同被波及的異世界轉移者。及後和利歐一同行動，在異世界受到自稱「春人」的利歐所照顧。
並不知道父母離婚的原因(女方出軌)，只看見辛苦努力養育自己的母親，所以單方面憎恨突然間消失不見的哥哥春人。因此聽到利歐自我介紹為「春人」時，內心感到非常複雜。
後來得知利歐是天川春人的轉生後，正式與利歐決裂。
由於積極協助貴久綁架美春一事而遭受處罰。
第22卷，已經反省過去的作為，跟美春道歉，並且不再對天川春人有所憎恨。
第23卷，看到死不悔改的貴久感到心情複雜，但因為不想再一次背叛美春而和貴久分道揚鑣。
第26卷，再次遇見利歐時心情複雜，向利歐坦言自己還是未能完全放下過去，但是不想再次與救命恩人利歐為敵。開始有自我厭惡的傾向，認為自己不是一位好妹妹因此兩位哥哥都離開她。
千堂雅人（聲：大西亞玖璃）
亞紀的繼弟，貴久的弟弟，個性開朗率真。小學生。不太會應付比自己年齡大、漂亮的女性。
因為貴久和沙月受到勇者召喚，而和美春、亞紀一同被波及的異世界轉移者。及後和利歐一同行動，在異世界受到自稱「春人」的利歐所照顧。
在聖女兼第六位勇者耶麗嘉被弒後，土之精靈選中了雅人，土之勇者身份被雅人所繼承。
十分尊敬利歐，因此與敵視利歐的貴久發生衝突。最後對死不悔改的親兄長失望透頂而分道揚鑣。
在耶麗嘉死後覺醒成為新一任的土之勇者。

### 普羅奇夏帝國
列斯·沃爾夫（聲：遊佐浩二）
外觀是精靈的不明的男子，能感受到艾西雅的氣息並懼怕著她。目前作為聖斯特拉王國的外交官以及路西烏斯的協力者而活躍著。本作的最大幕後黑手，是導致大多數事件的罪魁禍首，有控制魔物和魔化生物的能力，他還有阿魯瑪達聖王國的法王(用芬裡斯·托涅裡科的名義)的身分。
路西烏斯·歐爾基優（聲：鳥海浩輔）
傭兵團「飛天獅子團」團長，殺害利歐父母的兇手。個性卑劣。最後被利歐殺死。
尼多爾·普羅奇夏
普羅奇夏帝國的皇帝
菊地蓮司
同為從日本召喚過來的普羅奇夏帝國的勇者。

### 神聖耶麗嘉民主共和國
耶麗嘉／櫻葉繪梨花
日本召喚過來的土之精靈的靈約勇者，自稱“聖女耶麗嘉”。神聖耶麗嘉民主共和國的領袖，帶領人民推翻了王公貴族的統治，而後開始四處遊歷。

### 阿魯瑪達聖王國
芬裡斯·托涅裡科（聲：遊佐浩二）
阿魯瑪達聖王國的法王，與普羅奇夏帝國外交官的列斯有著一模一樣的容貌。
在第25卷中趁利歐調查迷宮時，釋放哥雷姆（魔偶）襲擊了卡爾亞克王國的眾人。
與第七賢神理娜似乎在一千年前就認識。
第25卷證實是列斯·沃爾夫，有兩種身分，分別是阿魯瑪達聖王國的法王(用芬裡斯·托涅裡科的名義)和聖斯特拉王國的外交官。
耶爾
外表年紀與空相近，有著一頭白發，稱呼芬裡斯為哥哥的神秘少女。自稱在聖王國的神殿工作。
可以隨意開啟或關閉迷宮第十一層與第十二層之間的通道。

### 其他
琉歐
天川春人的前世，利歐的前前世，由於第一次轉世到了地球，因而沒有能夠繼承的記憶。
龍王，神以下的十四柱超越者之一。擁有「消滅」的權能，可以消除一切事物。
龍人種，同時擁有肉體和靈體，化身為龍時具有最強的肉體並能反射一切魔術與精靈術。
一千年前受第七賢神理娜的邀請參與並終結了神魔戰爭，代價則是自己也身受重傷，不得不通過轉世的方式才能將神性與權能傳承下去，以應對一千年後的問題。
空（聲：天野聰美）
龍王的眷屬，在21卷時被召唤出來。
外表為未滿十歲的少女，實質已活千年以上，但因成為眷屬精神心智和肉體已停止成長，外表和性格上都與未滿十歲的少女無疑。
理娜
第七賢神，綾瀨美春的前世，曾經的“七賢神”之一，遭被六位賢神放逐的第七位賢神，導致變為了“六賢神”。
手下眷屬包含了瑟莉亞的前世兼理娜最優秀的人造人作品。
神聖曆0年，轉錄自己的部分記憶，創造了艾西雅。

## 世界觀設定
精靈術
精靈術構成發動決定於環境中的奧斗和自身的瑪娜（魔力）。對象可以是萬物，使用者要有足夠的天賦才能學會精靈術（一般人類對精靈術的適應性太低所以很難學會）。精靈術也有屬性一說，一般研習者會出現往某個特定屬性靠攏並達到極致的現象。精靈術泛用性高可以依據精靈術者的熟練魔力操作技巧來引發或者改變世界現象。八雲地區的民眾基本上只會使用精靈術是因為魔術並沒有流傳到八雲地區。一般人在學習精靈術需要花費好幾年的時間才學會精靈術（天賦也會影響學會精靈術的時間）。
精靈
奧斗在長年累月的洗禮下擁有了自我意識並形成了精靈，精靈的位階排列是高位精靈，准高位，中級等。一般只有高位和准高位精靈是人形精靈，所以很稀有。精靈一般很少在修托萊地區出現是因為在千年前修托萊地區的人們經常狩獵精靈並且奴隸了精靈，導致精靈就算在修托萊地區也不會實體化所以很少在修托萊地區看到精靈。精靈也有屬性一說，精靈一般會往某個特定屬性靠攏並達到極致的現象。
魔術（魔道具）
將術式刻印在魔道具上並讓自身的瑪娜(魔力）吸入魔道具的術士里以改變世界現象（形成魔術）。據說魔術的術式都是六賢神所創造出來並讓其在修托萊地區普及起來。
魔法
魔法是魔術的其中一種是將術式吸入人體（締結術式契約）後，詠唱其魔術名稱咒語便可以發動魔法，但是吸入過術式的人，無法再使用真正的精靈術，而會使用精靈術的人，同樣也無法進行術式契約。魔法的泛用性低，但是不需要高超的魔力控制就可以使用魔法，相對的如果是高難度的魔法就需要會高超的魔力控制。魔法一般不會需要花費很長的時間就能夠學會了（大概一個月就學會了）。
契約精靈
契約精靈能夠提高精靈術者與瑪娜的親和力，位階等級越高，效果越強烈。高等的精靈也可以與低等的精靈進行契約，且高等的精靈可以化作人形。
魔物
在千年前突然出現的物種並導致了神魔戰爭，沒有智力。被打倒後會形成魔石。
六賢神
傳說在千年前有七位賢神但是其中一位賢神被6位賢神合夥給流放了，從此七賢神變成六賢神（有在精靈之鄉中的古老記錄里）。賢神的職責是指引人類和成為人類信仰的對象。第21卷才得知被流放的賢者為理娜。
勇者
傳說是六賢神為了拯救世界而為後人留下六塊聖石並被召喚出來（勇者也被稱呼為賢神的使徒），在修托萊地區擁有很高的威信並被修托萊地區的人們所信仰和膜拜（因此勇者在政治和宗教上擁有很高的地位近似國王的地位）。勇者擁有勇者專有的加護，使得語言不通的勇者可以進行自動翻譯，且加護也能迅速在短時間內大幅度增強勇者的戰鬥力。勇者也擁有專屬自己的武器（神裝）並且能夠憑勇者的意志讓神裝出現或者消失。勇者召喚的儀式在發動時，被選勇者的身邊附近的人也會受到波及而被捲入召喚之中，被波及的人則被不確定召喚到異世界任意地方。一旦勇者出現死亡，對應的高位精靈及加護則會轉移到另一位被承認的人身上而產生下一任勇者。
超越者
在千年前有14位超越者（包括七賢神、六位屬性高位精靈和龍王），超越者們都擁有自己專屬的權能和被賦予的職責。但是現在行蹤成謎。由於有會被抹消存在的代價，故超越者是不會被世人所記得，所以超越者的情報一般都不會被世人所記載。

## 出版書籍

### 小說
| 集數 | 日文標題       | 中文標題         | Hobby JAPAN    | Hobby JAPAN                                                      | 東立出版社                           | 東立出版社                                                                  |
| 集數 | 日文標題       | 中文標題         | 發售日期       | ISBN                                                             | 發售日期                             | ISBN/EAN                                                                    |
| ---- | -------------- | ---------------- | -------------- | ---------------------------------------------------------------- | ------------------------------------ | --------------------------------------------------------------------------- |
| 1    |                | 虛偽的王國       | 2015年10月1日  | ISBN 978-4-7986-1098-6                                           | 2016年7月7日                         | EAN 471-094-554-873-9 （首刷限定版）                                        |
| 1    | 2016年11月15日 | 虛偽的王國       | 2015年10月1日  | ISBN 978-4-7986-1098-6                                           | ISBN 978-986-470-583-2               |                                                                             |
| 2    |                | 精靈的祝福       | 2015年12月1日  | ISBN 978-4-7986-1130-3                                           | 2016年11月21日                       | EAN 471-094-554-997-2 （首刷限定版）                                        |
| 2    | 2017年5月18日  | 精靈的祝福       | 2015年12月1日  | ISBN 978-4-7986-1130-3                                           | ISBN 978-986-482-215-7               |                                                                             |
| 3    |                | 訣別的鎮魂歌     | 2016年3月1日   | ISBN 978-4-7986-1186-0                                           | 2017年1月9日                         | EAN 471-094-555-104-3 （首刷限定版）                                        |
| 3    | 2017年5月18日  | 訣別的鎮魂歌     | 2016年3月1日   | ISBN 978-4-7986-1186-0                                           | ISBN 978-986-482-557-8               |                                                                             |
| 4    |                | 悠久的你         | 2016年6月1日   | ISBN 978-4-7986-1235-5                                           | 2017年3月30日                        | EAN 471-094-555-154-8 （首刷限定版）                                        |
| 4    | 2018年5月31日  | 悠久的你         | 2016年6月1日   | ISBN 978-4-7986-1235-5                                           | ISBN 978-986-482-836-4               |                                                                             |
| 5    |                | 白銀的新娘       | 2016年9月1日   | ISBN 978-4-7986-1283-6                                           | 2017年5月31日                        | EAN 471-094-555-185-2 （豪華限定版）                                        |
| 5    | 2017年6月7日   | 白銀的新娘       | 2016年9月1日   | ISBN 978-4-7986-1283-6                                           | EAN 471-094-555-186-9 （首刷限定版） |                                                                             |
| 5    | 2018年11月30日 | 白銀的新娘       | 2016年9月1日   | ISBN 978-4-7986-1283-6                                           | ISBN 978-986-486-235-1               |                                                                             |
| 6    |                | 逢魔的前奏曲     | 2016年12月29日 | ISBN 978-4-7986-1343-7                                           | 2017年8月14日                        | EAN 471-094-555-302-3 （豪華限定版） EAN 471-094-555-303-0 （首刷限定版）   |
| 6    | 2018年5月31日  | 逢魔的前奏曲     | 2016年12月29日 | ISBN 978-4-7986-1343-7                                           | ISBN 978-986-486-578-9               |                                                                             |
| 7    |                | 破曉時分的輪旋曲 | 2017年4月1日   | ISBN 978-4-7986-1429-8                                           | 2017年10月26日                       | EAN 471-094-555-343-6 （首刷限定版）                                        |
| 7    | 2018年4月18日  | 破曉時分的輪旋曲 | 2017年4月1日   | ISBN 978-4-7986-1429-8                                           | ISBN 978-986-486-913-8               |                                                                             |
| 8    |                | 追憶的彼方       | 2017年9月1日   | ISBN 978-4-7986-1516-5                                           | 2018年2月5日                         | EAN 471-094-555-487-7 （首刷限定版）                                        |
| 8    | 2018年11月30日 | 追憶的彼方       | 2017年9月1日   | ISBN 978-4-7986-1516-5                                           | ISBN 978-957-260-368-0               |                                                                             |
| 9    |                | 月下的勇者       | 2017年12月29日 | ISBN 978-4-7986-1606-3                                           | 2018年4月19日                        | EAN 471-094-555-550-8 （首刷限定版）                                        |
| 9    | 2018年8月8日   | 月下的勇者       | 2017年12月29日 | ISBN 978-4-7986-1606-3                                           | ISBN 978-957-260-869-2               |                                                                             |
| 10   |                | 輪迴的勿忘草     | 2018年3月31日  | ISBN 978-4-7986-1667-3                                           | 2018年9月20日                        | EAN 471-094-555-745-8 （首刷限定版）                                        |
| 11   |                | 初始的奏鳴曲     | 2018年9月1日   | ISBN 978-4-7986-1748-0                                           | 2018年12月24日                       | EAN 471-094-555-818-9 （首刷限定版）                                        |
| 12   |                | 戰場的交響曲     | 2018年12月1日  | ISBN 978-4-7986-1821-0 ISBN 978-4-7986-1800-5 （限定版）         | 2019年4月29日                        | EAN 471-094-555-956-8 （首刷限定版） EAN 471-094-555-956-8 （廣播劇限定版） |
| 13   |                | 成對的紫水晶     | 2019年4月1日   | ISBN 978-4-7986-1907-1                                           | 2019年7月29日                        | EAN 471-094-556-111-0 （首刷限定版）                                        |
| 14   |                | 復仇的抒情詩     | 2019年8月1日   | ISBN 978-4-7986-1977-4 ISBN 978-4-7986-1940-8 （限定版）         | 2019年11月28日                       | EAN 471-060-104-027-0 （廣播劇限定版）                                      |
| 14   | 2019年12月5日  | 復仇的抒情詩     | 2019年8月1日   | ISBN 978-4-7986-1977-4 ISBN 978-4-7986-1940-8 （限定版）         | EAN 471-060-104-028-7 （首刷附錄版） |                                                                             |
| 15   |                | 勇者的狂想曲     | 2019年11月30日 | ISBN 978-4-7986-2058-9                                           | 2020年3月30日                        | EAN 471-060-104-181-9 （首刷附錄版）                                        |
| 16   |                | 騎士的假日       | 2020年4月1日   | ISBN 978-4-7986-2186-9                                           | 2020年7月30日                        | EAN 471-060-104-270-0 （首刷附錄版）                                        |
| 17   |                | 聖女的福音       | 2020年9月1日   | ISBN 978-4-7986-2260-6 ISBN 978-4-7986-2227-9 （廣播劇CD限定版） | 2020年12月28日                       | EAN 471-060-104-400-1 （廣播劇限定版）                                      |
| 17   | 2020年12月31日 | 聖女的福音       | 2020年9月1日   | ISBN 978-4-7986-2260-6 ISBN 978-4-7986-2227-9 （廣播劇CD限定版） | EAN 471-060-104-401-8 （首刷限定版） |                                                                             |
| 18   |                | 大地的猛獸       | 2020年12月1日  | ISBN 978-4-7986-2367-2                                           | 2021年3月25日                        | ISBN 978-957-266-555-8 （首刷限定版）                                       |
| 19   |                | 風之太刀         | 2021年4月1日   | ISBN 978-4-7986-2478-5                                           | 2021年7月19日                        | ISBN 978-957-267-220-4 （首刷限定版）                                       |
| 20   |                | 她的聖戰         | 2021年9月1日   | ISBN 978-4-7986-2552-2                                           | 2021年12月20日                       | ISBN 978-957-268-097-1 （首刷限定版）                                       |
| 21   |                | 龍的眷屬         | 2022年3月1日   | ISBN 978-4-7986-2752-6                                           | 2022年6月23日                        | ISBN 978-957-269-403-9 （首刷限定版）                                       |
| 22   |                | 純白的方程式     | 2022年8月1日   | ISBN 978-4-7986-2887-5 ISBN 978-4-7986-2821-9 （廣播劇CD限定版） | 2022年11月28日                       | ISBN 978-626-347-458-1 （首刷限定版）                                       |
| 23   |                | 春之戏曲         | 2023年2月1日   | ISBN 978-4-7986-3040-3                                           | 2023年5月11日                        | ISBN 978-626-360-798-9 （首刷限定版）                                       |
| 24   |                | 暗之聖火         | 2023年8月1日   | ISBN 978-4-7986-3240-7 ISBN 978-4-7986-3154-7 （廣播劇CD限定版） | 2023年12月28日                       | ISBN 978-626-020-316-0 （首刷限定版）                                       |
| 25   |                | 我們的英雄       | 2024年2月1日   | ISBN 978-4-7986-3403-6                                           | 2024年5月30日                        | ISBN 978-626-021-488-3 （首刷限定版）                                       |
| 26   |                | 虛構的所在       | 2024年10月1日  | ISBN 978-4-7986-3608-5                                           | 2025年2月17日                        | ISBN 978-626-023-652-6 （首刷限定版）                                       |

### 漫畫
| 集數 | Hobby Japan    | Hobby Japan            | 東立出版社     | 東立出版社             |
| 集數 | 發售日期       | ISBN                   | 發售日期       | ISBN                   |
| ---- | -------------- | ---------------------- | -------------- | ---------------------- |
| 1    | 2017年12月27日 | ISBN 978-4-7986-1598-1 | 2018年8月6日   | ISBN 978-957-26-1405-1 |
| 2    | 2018年6月27日  | ISBN 978-4-7986-1716-9 | 2019年11月7日  | ISBN 978-957-26-1406-8 |
| 3    | 2018年11月27日 | ISBN 978-4-7986-1809-8 | 2020年2月13日  | ISBN 978-957-26-2296-4 |
| 4    | 2019年7月26日  | ISBN 978-4-7986-1967-5 | 2020年12月31日 | ISBN 978-957-26-4388-4 |
| 5    | 2020年4月27日  | ISBN 978-4-7986-2200-2 |                |                        |
| 6    | 2020年12月26日 | ISBN 978-4-7986-2374-0 |                |                        |
| 7    | 2021年8月2日   | ISBN 978-4-7986-2560-7 |                |                        |
| 8    | 2022年4月30日  | ISBN 978-4-7986-2650-5 |                |                        |
| 9    | 2023年2月1日   | ISBN 978-4-7986-2995-7 |                |                        |
| 10   | 2023年9月29日  | ISBN 978-4-7986-3211-7 |                |                        |
| 11   | 2024年8月1日   | ISBN 978-4-7986-3521-7 |                |                        |
| 12   | 2025年3月1日   | ISBN 978-4-7986-3720-4 |                |                        |

## 電視動畫
2020年11月27日，宣布電視動畫化，於2021年7月至9月播放。同年11月5日，宣布製作動畫第2季，於2024年10月到12月播出。

### 製作人員
|                             | 第1季                    | 第2季                     |
| --------------------------- | ------------------------ | ------------------------- |
| 原作、劇本監修 劇本統籌協助 | 北山結莉                 | 北山結莉                  |
| 人物原案                    | Riv                      | Riv                       |
| 總導演                      | 不適用                   | 山崎理                    |
| 導演                        | 山崎理                   | 久保博志                  |
| 劇本統籌                    | 山崎理                   | 山崎理                    |
| 人物設計                    | 油布京子                 | 油布京子                  |
| 色彩設計                    | 小日置知子               | 小日置知子                |
| 攝影監督                    | 寺本憲正                 | 寺本憲正                  |
| 編輯                        | 柳圭介                   | 柳圭介                    |
| 音樂                        | 山崎泰之                 | 山崎泰之                  |
| 音樂製作                    | 日本古倫美亞、TMS music  | 日本古倫美亞、TMS music   |
| 動畫製作協助                | WAO! World               | WAO! World                |
| 動畫製作                    | TMS娛樂                  | TMS娛樂                   |
| 製作                        | 「精靈幻想記」製作委員會 | 「精靈幻想記2」製作委員會 |

### 主題曲
第1季
片頭曲New story
作詞：hisakuni，作曲、編曲：井上，主唱：高野麻里佳
片尾曲Elder flower
作詞、作曲、編曲：hisakuni，主唱：大西亞玖璃
令和3年動畫歌曲大賞新人賞獎作品。
第2季
片頭曲
作詞、作曲、編曲：鶴崎輝一，主唱：大西亞玖璃
片尾曲春待歌
作詞：hisakuni，作曲、編曲：松坂康司，主唱：諏訪奈奈香

### 各話列表
| 話數   | 標題         | 劇本     | 分鏡       | 演出       | 作畫監督 | 總作畫監督                           | 首播日期       |       |       |       |       |       |       |       |       |       |       |       |       |       |       |       |       |       |
| 第1季  | 第1季        | 第1季    | 第1季      | 第1季      | 第1季 | 第1季                                | 第1季          | 第1季 | 第1季 | 第1季 | 第1季 | 第1季 | 第1季 | 第1季 | 第1季 | 第1季 | 第1季 | 第1季 | 第1季 | 第1季 | 第1季 | 第1季 | 第1季 | 第1季 |
| ------ | ------------ | -------- | ---------- | ---------- | --- | ------------------------------------ | -------------- | ----- | ----- | ----- | ----- | ----- | ----- | ----- | ----- | ----- | ----- | ----- | ----- | ----- | ----- | ----- | ----- | ----- |
| 第1話  | 前世的記憶   | 山崎理   | 山崎理     |            | 內野明雄、佐佐木敏子                                                                                             | 油布京子、中村統子、上野翔太         | 2021年 7月5日  |       |       |       |       |       |       |       |       |       |       |       |       |       |       |       |       |       |
| 第2話  | 王立學院     | 廣田光毅 | 竹之內和久 | 本間修     | 飯飼一幸、五十嵐俊介、白石悟、中島美子                                                                           | 油布京子、中村統子、上野翔太         | 7月12日        |       |       |       |       |       |       |       |       |       |       |       |       |       |       |       |       |       |
| 第3話  | 虛偽的王國   | 笹野惠   | 宗廣智行   | 久城理音   | 石原彩子、南伸一郎、中彌幸一、Zang youshick                                                                      | 油布京子、中村統子、上野翔太、趙雅羅 | 7月19日        |       |       |       |       |       |       |       |       |       |       |       |       |       |       |       |       |       |
| 第4話  | 暗殺者的少女 | 中村能子 | 青木裕一朗 | 久城理音   | 小林多加志、三浦貴弘                                                                                             | 油布京子、中村統子、上野翔太、趙雅羅 | 7月26日        |       |       |       |       |       |       |       |       |       |       |       |       |       |       |       |       |       |
| 第5話  | 精靈之森     | 山崎理   | 葉摘田緒   | 富田剛司   | 大久保步美、Jeon Jong Min、Lee Seong Hee、Kang Dong Ha、Min Hyun Sook                                            | 油布京子、中村統子、上野翔太、趙雅羅 | 8月2日         |       |       |       |       |       |       |       |       |       |       |       |       |       |       |       |       |       |
| 第6話  | 祭典之夜     | 廣田光毅 | 宗廣智行   | 五月女有作 | 中村統子、小林多加志、佐佐木敏子、三浦貴弘、金大勳、成元鎔                                                       | 油布京子、中村統子、上野翔太、趙雅羅 | 8月9日         |       |       |       |       |       |       |       |       |       |       |       |       |       |       |       |       |       |
| 第7話  | 約定之地     | 笹野惠   | 金子祥之   | 本間修     | 飯飼一幸、五十嵐俊介、白石悟、中島美子、松下純子、佐佐木敏子、三浦貴弘                                           | 油布京子、中村統子、上野翔太、趙雅羅 | 8月16日        |       |       |       |       |       |       |       |       |       |       |       |       |       |       |       |       |       |
| 第8話  | 王族血統     | 中村能子 | 村上貴之   | 佐佐木純人 | 小林多加志、渡邊伸宏、木下、垣內郁美、安藤香春、成元鎔、金大勳、三浦貴弘、佐佐木敏子                             | 油布京子、中村統子、上野翔太、趙雅羅 | 8月23日        |       |       |       |       |       |       |       |       |       |       |       |       |       |       |       |       |       |
| 第9話  | 各自的決意   | 山崎理   | 葉摘田緒   | 富田剛司   | 石原彩子、南申一郎、中彌幸一、佐佐木敏子、三浦貴弘                                                               | 油布京子、中村統子、上野翔太、趙雅羅 | 8月30日        |       |       |       |       |       |       |       |       |       |       |       |       |       |       |       |       |       |
| 第10話 | 精靈的甦醒   | 廣田光毅 | 小寺勝之   | 五月女有作 | 內野明雄、工藤公聖、小林多加志、佐佐木敏子、三浦貴弘、金大勳、成元鎔                                             | 油布京子、中村統子、上野翔太、趙雅羅 | 9月6日         |       |       |       |       |       |       |       |       |       |       |       |       |       |       |       |       |       |
| 第11話 | 白銀新娘     | 笹野惠   | 竹之內和久 |            | 相原理沙、漢人寬子、菅人浩喜、佐佐木敏子、小林多加志、三浦貴弘                                                   | 油布京子、中村統子、上野翔太、趙雅羅 | 9月13日        |       |       |       |       |       |       |       |       |       |       |       |       |       |       |       |       |       |
| 第12話 | 命運般的重逢 | 中村能子 | 宗廣智行   | 山崎理     | 德田大貴、佐佐木敏子、三浦貴弘、金大勳、成元鎔、Gu Yin Qiu、Hang Xin Hua、Chen feng、Zhao Xiao Ling、Xie Yu Meng | 油布京子、中村統子、上野翔太、趙雅羅 | 9月20日        |       |       |       |       |       |       |       |       |       |       |       |       |       |       |       |       |       |
| 第2季  |              |          |            |            | |                                      |                |       |       |       |       |       |       |       |       |       |       |       |       |       |       |       |       |       |
| 第1話  |              | 山崎理   | 久保博志   | 久保博志   | 三浦貴弘、佐佐木敏子、大倉香春、陳元鎔、徐允珠                                                                   | 上野翔太                             | 2024年 10月8日 |       |       |       |       |       |       |       |       |       |       |       |       |       |       |       |       |       |
| 第2話  |              | 笹野惠   | 葉摘田緒   | 久保博志   | 三浦貴弘、上野泰寬、北原安鶴紗、工藤公聖、古保里祐子、俆允珠、朴佳蓮、曺暻柱、崔秀鎭                             | 中村統子                             | 10月15日       |       |       |       |       |       |       |       |       |       |       |       |       |       |       |       |       |       |
| 第3話  |              | 廣田光毅 | 葉摘田緒   | 久保博志   | 三浦貴弘、佐佐木敏子、北原安鶴紗、徐允珠、朴佳蓮、曺暻柱                                                         | 上野翔太                             | 10月22日       |       |       |       |       |       |       |       |       |       |       |       |       |       |       |       |       |       |
| 第4話  | 歡迎回來     | 中村能子 | 葉摘田緒   | 城相太     | 石原彩子、岩永遼太、TripleA、三浦貴弘                                                                            | 中村統子、三浦貴弘                   | 10月29日       |       |       |       |       |       |       |       |       |       |       |       |       |       |       |       |       |       |
| 第5話  | 勇者與英雄   | 山崎理   | 久保博志   | 三木尚貴   | 小林多加志、佐佐木敏子、上野泰寬、大倉香春、工藤公聖、周俊傑、葉昌、毛縞斑、姚誠、李健                           | 上野翔太                             | 11月5日        |       |       |       |       |       |       |       |       |       |       |       |       |       |       |       |       |       |
| 第6話  |              | 笹野惠   | 葉摘田緒   | 粟井重紀   | TripleA、魏麗娟、周文龍、猞猁仔、無鯨達睬、豬豬、徐小三、三浦貴弘                                                | 中村統子                             | 11月12日       |       |       |       |       |       |       |       |       |       |       |       |       |       |       |       |       |       |
| 第7話  |              | 廣田光毅 | 葉摘田緒   | 五月女有作 | 三浦貴弘、上野泰寬、大倉香春、徐允珠                                                                             | 佐佐木敏子                           | 11月19日       |       |       |       |       |       |       |       |       |       |       |       |       |       |       |       |       |       |
| 第8話  |              | 中村能子 | 竹之內和久 | 小林浩輔   | 石原彩子、TripleA、三浦貴弘                                                                                      | 中村統子、水谷麻美子                 | 11月26日       |       |       |       |       |       |       |       |       |       |       |       |       |       |       |       |       |       |
| 第9話  | 阿曼多防衛戰 | 山崎理   | 葉摘田緒   | 五月女有作 | 三浦貴弘、工藤公聖、北原安鶴紗、徐允珠、朴佳蓮、曺暻柱、崔秀鎮、元美那、朴順玉、林麗嬉、孫振亮、葉昌、李健       | 上野翔太                             | 12月3日        |       |       |       |       |       |       |       |       |       |       |       |       |       |       |       |       |       |
| 第10話 |              | 笹野惠   | 葉摘田緒   | 粟井重紀   | 豬豬、過燦、阿菁、徐小三、猞猁仔、無鯨達睬、魏麗娟、左東秀、三浦貴弘、TripleA                                    | 上野翔太、佐佐木敏子、中村統子       | 12月10日       |       |       |       |       |       |       |       |       |       |       |       |       |       |       |       |       |       |
| 第11話 | 激戰         | 廣田光毅 | 山崎理     | 山崎理     | 上野泰寬、北原安鶴紗、三浦貴弘、徐允珠、朴佳蓮、曺暻柱、崔秀鎮、元美那、朴順玉、林麗嬉                           | 中村統子、水谷麻美子、小林多志佳     | 12月17日       |       |       |       |       |       |       |       |       |       |       |       |       |       |       |       |       |       |
| 第12話 |              | 中村能子 | 葉摘田緒   | 久保博志   | 三浦貴弘、大久保步美、工藤公聖、北原安鶴紗、徐允珠、朴佳蓮、曹暻柱、崔秀鎮                                       | 佐佐木敏子、上野翔太                 | 12月24日       |       |       |       |       |       |       |       |       |       |       |       |       |       |       |       |       |       |

### 播放電視台
| 播放日期             | 播放時間（UTC+9）  | 播放電視台 | 播放地區   | 備註                                        |
| -------------------- | ------------------ | ---------- | ---------- | ------------------------------------------- |
| 2021年7月6日—9月21日 | 星期二 2:00—2:30   | 東京電視台 | 關東廣域圈 |                                             |
|                      | 星期二 22:30—23:00 | AT-X       | 日本全域   | CS放送／字幕放送／有重播                    |
| 2021年7月7日—9月22日 | 星期三 0:30—1:00   | BS富士     | 日本全域   | 製作参加／BS/BS4K放送／《アニメギルド》時段 |

| 播放日期                     | 播放時間（UTC+9）  | 播放電視台 | 播放地區   | 備註                            |
| ---------------------------- | ------------------ | ---------- | ---------- | ------------------------------- |
| 2024年10月8日—12月24日       | 星期二 1:30—2:00   | 東京電視台 | 關東廣域圈 |                                 |
| 2024年10月10日—12月26日      | 星期四 0:30—1:00   | BS富士     | 日本全域   | 製作參加／BS/BS4K放送／《》時段 |
| 2024年10月11日—12月27日      | 星期五 22:00—22:30 | AT-X       | 日本全域   | CS放送／字幕放送／有重播        |
| 2024年10月12日—12月28日      | 星期六 1:23—1:53   | TVU福島    | 福島縣     |                                 |
| 2024年10月26日—2025年1月11日 | 星期六 0:48—1:18   | TVU山形    | 山形縣     |                                 |

### 播放平台
| 播映地區         | 播映平台       | 播映日期               | 播映時間（UTC+8） | 備註   |
| 第1季            | 第1季          | 第1季                  | 第1季             | 第1季  |
| ---------------- | -------------- | ---------------------- | ----------------- | ------ |
| 香港、澳門、台灣 | bilibili       | 2021年7月5日—9月20日   | 星期一 01:00      | [ 14 ] |
| 中國大陸         | bilibili       | 2021年7月5日—9月20日   | 星期一 01:00      | [ 15 ] |
| 第2季            |                |                        |                   |        |
| 香港、澳門、台灣 | 巴哈姆特動畫瘋 | 2024年10月8日—12月24日 | 星期二 00:30      |        |
| 中國大陸         | bilibili       | 2024年10月8日—12月24日 | 星期二 00:30      |        |

### 藍光&DVD
| 卷數  | 發行日期      | 收錄話數     | 規格編號  | 規格編號  |
| 卷數  | 發行日期      | 收錄話數     | 藍光BOX版 | DVD BOX版 |
| 第1季 | 第1季         | 第1季        | 第1季     | 第1季     |
| ----- | ------------- | ------------ | --------- | --------- |
| 1     | 2021年10月6日 | 第1話—第6話  | HPXR-1194 | HPBR-1194 |
| 2     | 2021年11月5日 | 第7話—第12話 | HPXR-1195 | HPBR-1195 |
| 第2季 |               |              |           |           |
| 1     | 2025年1月29日 | 第1話—第6話  | HPXR-2727 | HPBR-2727 |
| 2     | 2025年2月26日 | 第7話—第12話 | HPXR-2728 | HPBR-2728 |

## 外部連結
- 精靈幻想記（網絡版）- 成為小說家吧（日語）
- 精靈幻想記 HJ文庫官方網站（日語）
- 精靈幻想記（web漫畫）- Comic Fire（日語）
- 電視動畫《精靈幻想記》第1季官方網站（日語）
- 電視動畫《精靈幻想記》第2季官方網站（日語）
- 精靈幻想記動畫的X（前Twitter）（日語）
- 精靈幻想記網頁遊戲的X（前Twitter）（日語）